# Convent de les Germanes Josefines (Terrassa)
El convent de les Germanes Josefines, també conegut com la Casa del Malalt, és un edifici del municipi de Terrassa (Vallès Occidental), situat al barri de la Cogullada, protegit com a bé cultural d'interès local.

## Descripció
Es tracta d'un edifici de grans proporcions que ocupa tota una illa de cases, amb façanes a tres carrers (Concili Egarenc, on hi ha l'entrada principal, Pintor Fortuny i Pintor Torres; i pati tapiat al darrere, que dona al carrer de Lavoisier). És una construcció en paredat de filades i maó vist, a les obertures, les impostes i la cornisa. El convent té forma d'ela, tancat el cos rectangular de l'església en l'ala més llarga. Totes les obertures del convent estan agrupades de dues en dues, formant un arc apuntat. La verticalitat marcada per les finestres contrasta amb l'horitzontalitat de la cornisa i la imposta.

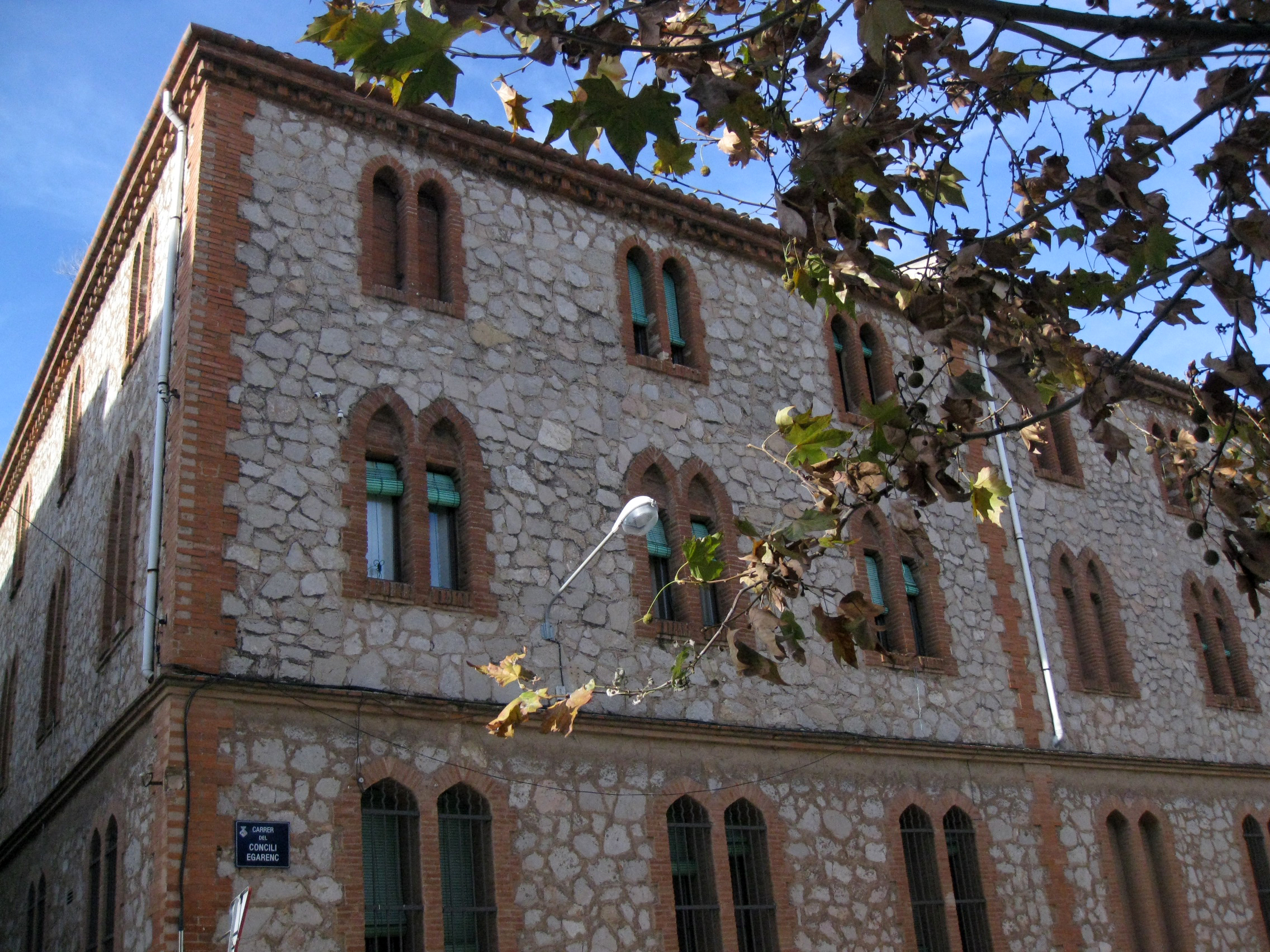
Façana del convent del carrer del Concili Egarenc, cantonada Pintor Torres

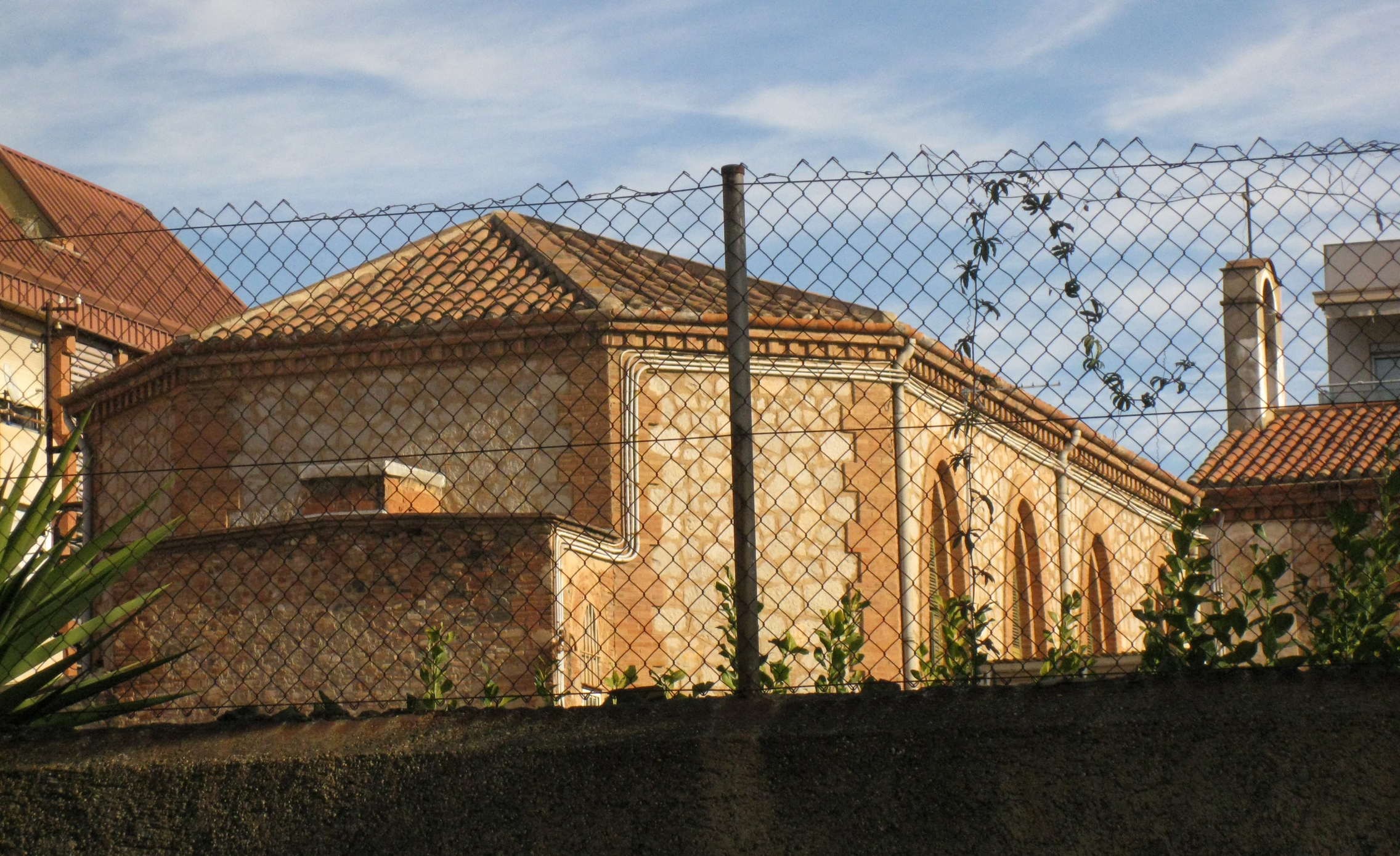
L'absis de la capella, vist des del carrer de Lavoisier

A l'església s'utilitza com a element estructural la catenària, amb una successió d'arcs parabòlics sobre els quals descansen voltes de revoltó de clara influència gaudiniana. La nau acaba en un absis poligonal a l'exterior. Les finestres i la porta formen arcs d'obra vista. Hi ha pintures d'època posterior als murs interiors.

## Història
Tant el convent com la capella, situada a la cantonada dels carrer del Concili Egarenc i del Pintor Fortuny, són obra de l'arquitecte Lluís Muncunill. Es coneix també com la Casa del Malalt, perquè l'activitat de les Germanes Josefines de Girona, instal·lades a Terrassa el 1878, era la cura de malalts; de fet, encara es fa servir com a residència per a gent malalta. L'edifici del convent va ser finançat per subscripció pública i per les donacions de l'industrial Alfons Sala i Argemí; es va inaugurar l'any 1901. La capella és una obra posterior, del 1906.
Durant la Guerra Civil s'hi va excavar un soterrani que es va usar com a refugi antiaeri. Aquest refugi està ben conservat i dues vegades l'any es pot visitar mitjançant les rutes guiades que organitza l'Ajuntament.
Algunes intervencions, basades en ampliacions i reformes, van tenir resultats poc afortunats.